# Zonsverduistering van 25 februari 1952

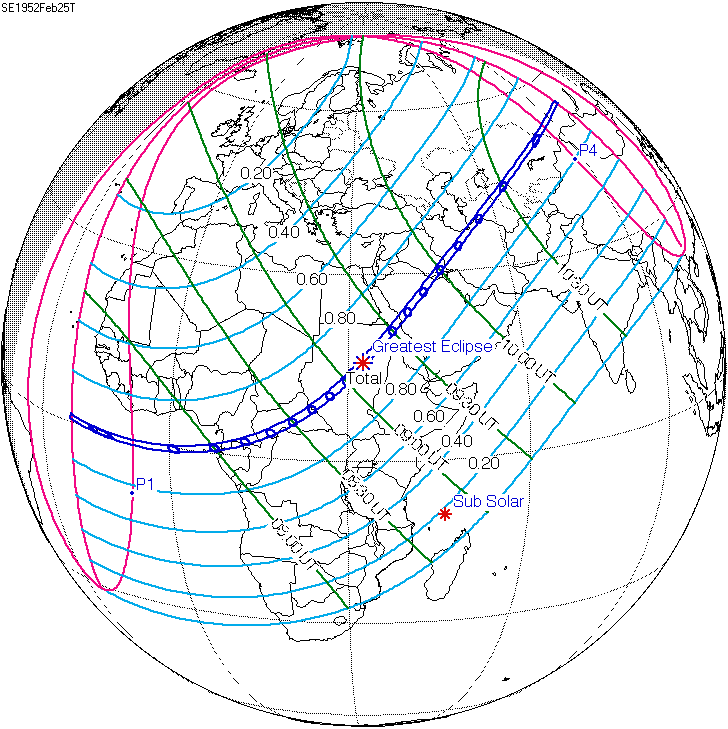
De zonsverduistering was te zien tussen de blauwe lijnen.

De totale zonsverduistering van 25 februari 1952 trok veel over zee, maar was achtereenvolgens te zien in deze zeventien landen:
| in Afrika | 9 | : Sao Tomé en Principe, Gabon, Equatoriaal Guinea, Kameroen, Congo-Brazzaville, C.A.R., Zaïre, Zuid-Soedan en Noord-Soedan |
| in Azië   | 8 | : Saoedi Arabië, Irak, Koeweit, Iran, Turkmenistan, Oezbekistan, Kazachstan en Rusland                                     |

## Lengte

### Maximum
Het punt met maximale totaliteit lag in Noord-Soedan in de hoofdstad Khartoum en duurde 3m09,3s.

### Limieten
| Fenomeen                    | Code | Tijdstip UTC  |
| --------------------------- | ---- | ------------- |
| Eerste contact bijschaduw   | P1   | 06:37:48.6 UT |
| Eerste contact kernschaduw  | U1   | 07:38:11.4 UT |
| Kernschaduw compleet vanaf  | U2   | 07:39:31.5 UT |
| Bijschaduw compleet vanaf   | P2   | Niet          |
| Maximum eclips              | GE   | 09:11:06.7 UT |
| Bijschaduw compleet t/m     | P3   | Niet          |
| Kernschaduw compleet t/m    | U3   | 10:42:28.0 UT |
| Laatste contact kernschaduw | U4   | 10:43:45.0 UT |
| Laatste contact bijschaduw  | P4   | 11:44:18.0 UT |